# Kanton Dole-2
 Dole-2  is een kanton van het Franse departement Jura. Het kanton maakt deel uit van het arrondissement Dole.    

In 2020 telde het 17.011 inwoners.

Het kanton werd gevormd ingevolge het decreet van 17 februari 2014 met uitwerking op 22 maart 2015 met Dole als hoofdplaats. 

## Gemeenten
Het kanton omvat volgende gemeenten:
- Choisey
- Crissey
- Damparis
- Dole  (hoofdplaats) (noordoostelijk deel)
- Gevry
- Parcey
- Villette-lès-Dole